# Zastava duginih boja
 Ovo je glavno značenje pojma Zastava duginih boja. Za druga značenja pogledajte zastava duginih boja (LGBT).
Zastava duginih boja višebojna je zastava koja se, u različitim varijantama, temelji na osnovnim bojama duge: crvenoj, narančastoj, žutoj, zelenoj, plavoj, indigo i ljubičastoj. Zastava ima dugu tradiciju širom svijeta kao simbol nade, čežnje, različitosti i uključivosti. Danas je najpoznatija ona koju koristi LGBT-ovski pokret. Popularna je i u Italiji kao zastava mira, a koriste je i andski narodi.

## Europa
U starozavjetnoj biblijskoj priči o Noi (Post 9,13-17), Bog je stvorio dugu na nebu kao znak saveza sa živim bićima, kao obećanje da ih više nikada neće pokušati uništiti.
Thomas Müntzer, njemački vjersko-društveni reformator iz 16. stoljeća koji se pridružio velikom njemačkom ustanku seljaka stvorio je bijelu zastavu s dugom, pod kojom su se seljaci borili.
Neka nizozemska sveučilišta koriste zastave s vodoravnim vrpcama u raznim bojama, npr. Sveučilište u Utrechtu koristi upravo dugine boje.
U Londonu je 1895. godine osnovan Međunarodni savez zadruga (engl. International Co-operative Alliance, akronim ICA) koji od 1921. godine koristi zastavu duginih boja za svoj simbol. Od 2001. koristi bijelu zastavu s logom u duginim bojama.
U Italiji se zastava duginih boja pojavila na prvom maršu za mir 1961. godine, a bila je inspirirana sličnima koje su se koristile tijekom protunuklearnih prosvjeda. Koristila se često od 1980-ih na raznim antiratnim prosvjedima u Italiji. Najveću je popularnost stekla 2002. godine s projektom Pace da tutti i balconi (tal. mir sa svih balkona) koji je počeo kao prosvjed protiv rata u Iraku. Najčešće se pojavljuje varijanta sa sedam boja na kojoj bijelom bojom piše PACE (tal. mir). Zastava je prihvaćena kao međunarodni simbol mirovnog pokreta.

## Južna Amerika
U Andama zastavu s duginim bojama koristi narod Aymará, a naziva je wiphala (ajm. zastava). Kvadratna je oblika, podijeljena na 49 kvadratnih polja (7 x 7), a simbolizira jedinstvo naroda prije osvajanja. Ima i šire značenje kao simbol nacionalne i kulturne identifikacije domorodačkog stanovništva Bolivije, Čilea, Ekvadora i Perua. Također, zastava sa sedam vodoravnih pruga u duginim boja predstavlja tawantinsuyu (keč. četiri dijela), odnosno carstvo Inka.

## Sjeverna Amerika
Thomas Paine, britansko-američki filozof, književnik i revolucionar predložio je da se zastava s duginim bojama koristi kao međunarodna pomorska zastava koju bi koristili neutralni brodovi za vrijeme rata.
Lingua franca nova (LFN) umjetni je jezik koji je stvorio C. George Boeree sa Sveučilišta u Shippensburgu, u Pennsylvaniji. Vokabular se temelji na francuskom, talijanskom, portugalskom, španjolskom i katalonskom jeziku, a koristi latinična i ćirilična slova. Simbol jezika je zastava s pet duginih boja.

## LGBT-ovski (lezbijski, gejski, biseksualni i transrodni) ponos (1978.)
Danas vjerojatno najpoznatija verzija zastave duginih boja jest ona koju koristi LGBT-ovski pokret, a nastala je 1978. godine u San Franciscu. Od 1980-ih godina postala je globalno popularna.

## Azija
Budistička zastava dizajnirana je u Šri Lanki 1885. godine, a simbolizira vjeru i mir. Svaka od šest boja zastave predstavlja boju Budine aure. Vodoravne predstavljaju harmoniju ljudske rase, a okomite vječni svjetski mir.
Indijski mistik Meher Baba dizajnirao je 1924. zastavu sa sedam boja koje simboliziraju sedam razina svijesti.
Staljin je 1934. godine ustanovio Židovsku autonomnu oblast (rus. Еврейскиая автономная область / Evreĭskaâ avtonomnaâ oblasth) u kojoj su trebali živjeti Židovi iz SSSR-a. Oblast od 1996. godine kao službenu ima bijelu zastavu s dugom po sredini.

## Galerija
- zastava regije Inka u Peruu
- zastava Cuzca
- budistička zastava
- zastava Meher Babe
- zastava Židovske autonomne oblasti u Rusiji
- zastava LGBT-ovskog pokreta
- Pace da tutti i balconi, mirovne zastave u Milanu, 2003.
- mirovne zastave u antiratnom prosvjedu
- kip Thomasa Müntzera sa zastavom duginih boja u Stolbergu u Njemačkoj